# Chiesa di Santa Maria Assunta (Arbedo-Castione)
La chiesa parrocchiale di Santa Maria Assunta è un edificio religioso che si trova ad Arbedo, in Canton Ticino, parrocchiale fino al 1583.

## Storia
Eretta nel Medioevo, la chiesa venne ricostruita nel corso del XVI secolo e ingrandita nel 1625. Nel XVII secolo vennero aggiunte le due cappelle laterali ed il fonte battesimale.

## Descrizione
La chiesa ha una pianta ad unica navata sovrastata da una volta a botte lunettata.
La parete settentrionale della navata ospita lacerti di affresco risalenti al periodo gotico, mentre le pitture che ornano il coro sono opera di Baldassarre Orelli.
Sulla cantoria in controfacciata vi è l'organo a canne, costruito da Giuseppe Vedani di Varese nel 1908. Lo strumento, a trasmissione meccanica, ha 8 registri; la sua consolle dispone di una tastiera di 58 tasti e una pedaliera di 24 note costantemente unita al manuale.